# Peenemünde
Peenemünde ist eine Gemeinde auf dem Nordteil der Insel Usedom in Mecklenburg-Vorpommern. Sie gehört dem Landkreis Vorpommern-Greifswald an und wird vom Amt Usedom-Nord mit Sitz in Zinnowitz verwaltet.
Bekannt ist der Ort für die Raketenentwicklung in der einst dort stationierten Heeresversuchsanstalt Peenemünde (HVP), worunter der als V2 bekannte Flugkörper Aggregat 4 Einsatzreife erlangte.

## Geografie
Peenemünde ist die nördlichste Gemeinde der Insel Usedom und liegt nordwestlich des Seebades Karlshagen am Übergang des Peenestromes in die Ostsee.

## Ortsteile
- Peenemünde

Wüstungen und Wohnplätze
- Gaatz (Wüstung)
- Jarchow (Wüstung)

## Geschichte

### Frühe Geschichte

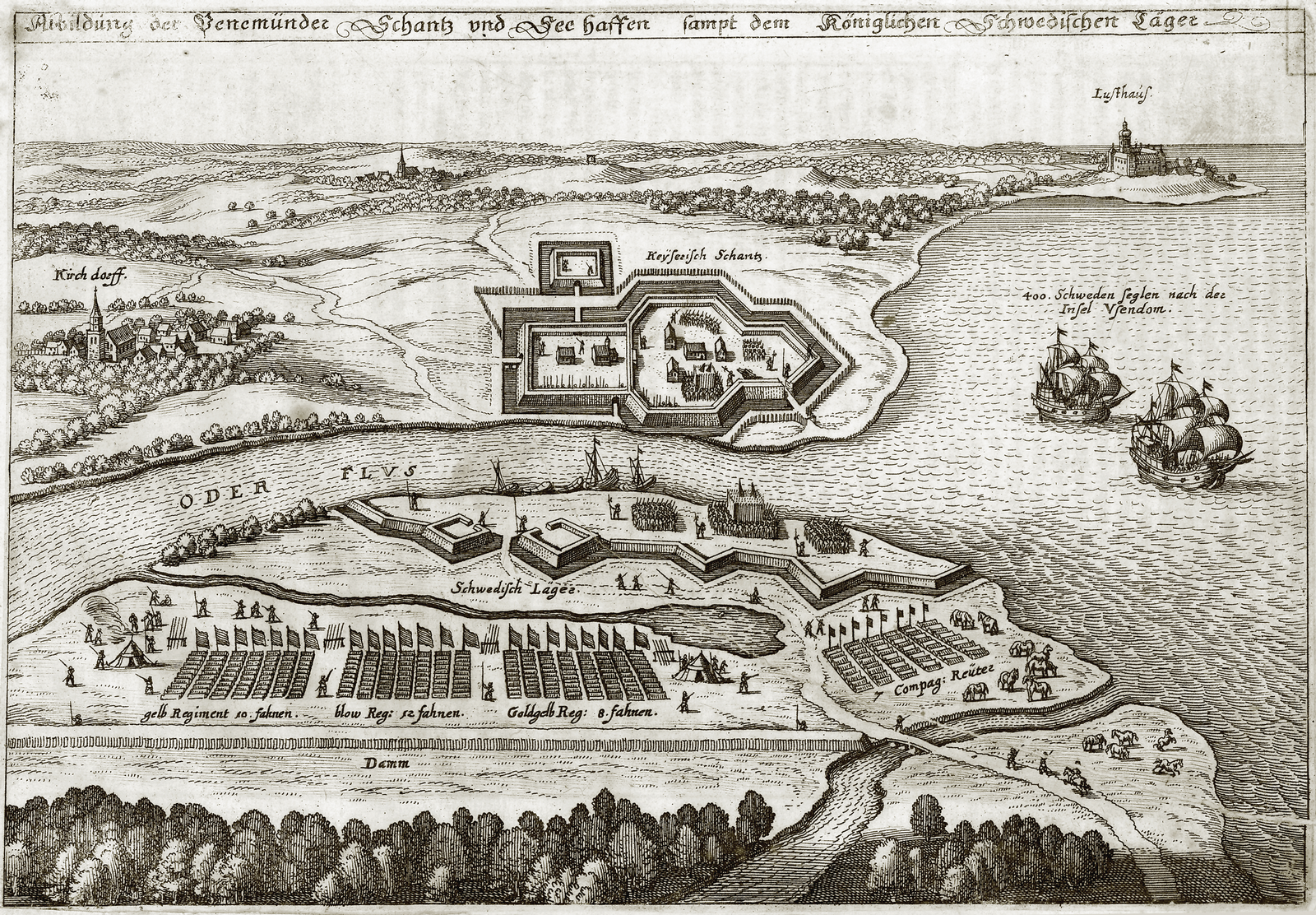
Gustav Adolf in Peenemünde 1630

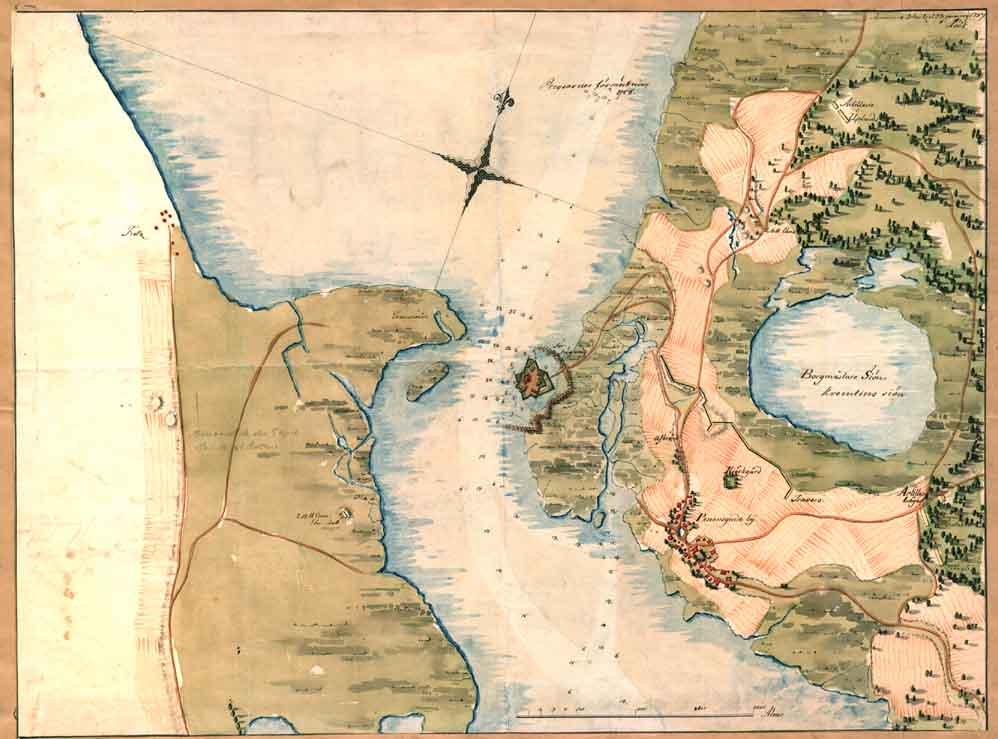
Peenemünde mit Schanze 1759

Hochwasser von 1904 in Peenemünde

Goldringe, die von 1905 bis 1908 im Forst am Peenemünder Haken als Verwahrfund entdeckt wurden, und ein weiterer, der 1938 im Peenestrom bei Peenemünde als Baggerfund zutage trat, dokumentieren Kontakte nach Skandinavien zur Wikingerzeit. Die Ringe werden als dänische Goldschmiedearbeiten aus der Zeit der Könige Gorm und Harald Blauzahn im 10. Jahrhundert angesehen.
Peenemünde wurde 1282 erstmals in einer Urkunde Herzogs Bogislaw IV. erwähnt, in der er den Ort der Stadt Wolgast schenkte.
Während des Dreißigjährigen Krieges landete am 26. Juni 1630 der schwedische König Gustav II. Adolf mit einer 15.000 Mann starken Streitmacht bei Peenemünde und besetzte nach der Eroberung Usedoms bald das gesamte Odermündungsgebiet. Nach dem Westfälischen Frieden 1648 wurde Peenemünde mit Vorpommern schwedisch.
Während des Großen Nordischen Krieges eroberte der preußische General Georg Abraham von Arnim vom 21. bis 22. August 1715 den Ort. Aber erst nach dem Frieden von Stockholm 1720 wurde der Ort mit Usedom-Wollin und Altvorpommern preußisch. Obwohl bereits nach 1630 eine Schanze vor Peenemünde am Peenestrom errichtet wurde, wurde die Anlage erst 1717 als richtiger Festungsbau ausgebaut. 1759 wurde diese Anlage noch einmal modernisiert, weil es ständig Auseinandersetzungen zwischen Preußen und Schweden gab.
Nach der Verwaltungsreform 1815 kam Peenemünde zur preußischen Provinz Pommern und gehörte von 1818 bis 1945 zum Landkreis Usedom-Wollin.
1835 wurde in der PUM (Preußisches Urmesstischblatt) im Peenemünder Haken ein Bernsteinbergwerk aufgezeichnet, das dort als Tagebaugrube existierte. Anscheinend hat sich das nicht rentiert oder war ausgebeutet und wurde vor 1880 wieder eingestellt.
1858 hatte Peenemünde 550 Einwohner mit dem Vorwerk Gaatz, 33 Familien lebten vom Fischfang. Im Dorf gab es 82 Wohngebäude und eine Schule. Das Dorf gehörte der Stadt Wolgast.
1876 wurde in Peenemünde eine Kapelle auf dem Friedhof errichtet.
Nach den Sturmhochwassern von 1872, 1904 und 1913, die auch Peenemünde schwer zerstörten, wurde 1927 mit dem Aufbau eines Deiches mit einer Höhe von 1,80 m begonnen. Von Januar 1928 an erfolgten auf der Strecke von Karlshagen
nach Wolgaster Fähre erste Eindeichungsarbeiten, welche 1929 abgeschlossen wurden.

### 1936–1945: Peenemünder Versuchsstellen

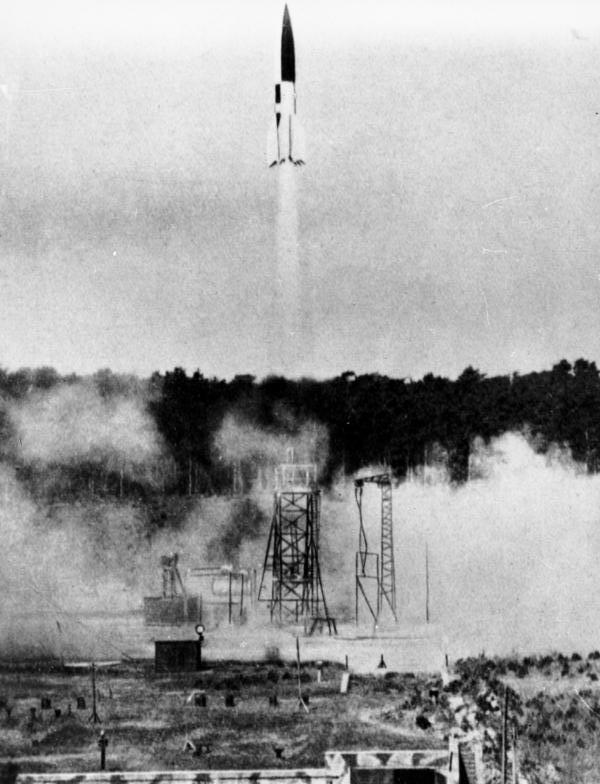
Start einer A4 von Prüfstand VII bei Peenemünde (1943)

Bekannt wurde Peenemünde durch die Heeresversuchsanstalt Peenemünde (Peenemünde-Ost) und die Erprobungsstelle der Luftwaffe Peenemünde-West. Ab 1936 erwarb die Wehrmacht den gesamten Norden der Insel von Karlshagen bis zum Peenemünder Haken von der Stadt Wolgast und von Privatpersonen. Im August 1936 begannen die Bauarbeiten für die Versuchsstelle Peenemünde a.U., wie die gemeinsame Dienststelle des Heeres und der Luftwaffe anfänglich hieß. Zum 1. April 1938 erfolgte dann die organisatorische Trennung und Umbenennung in Heeresversuchsstelle Peenemünde (HVP) und Versuchsstelle der Luftwaffe Peenemünde-West.
Nach und nach musste die Bevölkerung den Ort verlassen, nur fünf Einwohner blieben als Zivilbeschäftigte der HVP (Heeresversuchsstelle Peenemünde).
Da das Hochwasser von 1872 2,64 m, das von 1904 mit 1,90 m und das von 1913 mit 1,91 m über den inzwischen errichteten Deich von 1,80 m übertrafen, wurde 1939 der Deich vom Peenemünder Haken bis zum Hafen Karlshagen auf 4,0 m erhöht. Aus dem entstehenden Hafenbecken, dem Peenestrom und dem Bodden wurde in großen Mengen Sand in den Deich und die dahinterliegenden Flächen gespült, damit das Niveau für die ganze Dorfumgebung und die Flächen der HVP um 2,0 m erhöht werden konnte.
Der Standort Peenemünde mit seinem bis nach Karlshagen reichenden Heeresgutsbezirk wuchs stetig bis zur Kriegsmitte, insbesondere als ab Kriegsbeginn in der Heeresversuchsstelle neben den Anlagen zur Entwicklung und Erprobung der Raketen auch ein Werk für die Serienfertigung (Versuchsserienenwerk bzw. Werk-Süd) entstand. Im Sommer 1943 erreichte der Mitarbeiterstand mit über 12.000 seinen Höhepunkt. Nach der Bombardierung Peenemündes im August 1943 schrumpfte das Personal, weil immer mehr Aufgaben ausgelagert wurden. Außerhalb des bis hinter Zempin reichenden Sperrkreises entstanden zahlreiche Peenemünde zugeordnete Außenstellen auf der Insel Usedom oder dem Festland.
| Werksbezeichnungen der Heeresdienststelle         | Zeitraum                |
| ------------------------------------------------- | ----------------------- |
| Versuchsstelle Peenemünde a.U.                    | 05/1937 – 31.03.1938    |
| Heeresversuchsstelle Peenemünde a.U. (HVP)        | 01.04.1938 – 14.09.1941 |
| Heeresversuchsanstalt Peenemünde (HVP)            | 07.01.1942 – 31.05.1943 |
| Heeresanstalt Peenemünde (HAP)                    | 01.04.1938 – 14.09.1941 |
| Heimat-Artillerie-Park 11 Karlshagen (H.A.P. 11)  | 01.06.1943 – 31.07.1944 |
| Elektromechanische Werke GmbH Karlshagen (E.M.W.) | 01.08.1944 – 04/1945    |
| Versuchsplatz Karlshagen                          | 01.08.1944 – 02/1945    |
| Elektromechanische Werke Peenemünde GmbH (E.M.W.) | ab 05/1945              |
| Arbeitsgemeinschaft Peenemünde (A.G.P.)           | ab 10/1945              |

| Werksbezeichnungen der Luftwaffendienststelle  | Zeitraum                |
| ---------------------------------------------- | ----------------------- |
| Versuchsstelle Peenemünde a.U.                 | 05/1937 – 31.03.1938    |
| Versuchsstelle der Luftwaffe Peenemünde-West   | 01.04.1938 – 14.09.1941 |
| Erprobungsstelle der Luftwaffe Peenemünde-West | 07.01.1942 – 31.05.1943 |
| Erprobungsstelle der Luftwaffe Karlshagen      | 01.04.1938 – 14.09.1941 |

Ende 1942 wurde zum Zweck der Entwicklung von Flugabwehrraketen eine dritte Versuchsstelle in Peenemünde eingerichtet. Anfänglich als 8. (Flak) Komp. Versuchskommando Nord bezeichnet, erwuchs aus ihr die Flakversuchsstelle der Luftwaffe Karlshagen, einem Gemeinschaftsprojekt von Luftwaffe und Heer.

### Nachkriegszeit
Entsprechend den Festlegungen des Potsdamer Abkommens wurden nach 1945 die Anlagen der Versuchsstellen in und um Peenemünde gesprengt, nachdem alle weiterverwendbaren Überreste der HVP von der Roten Armee gesichert und abtransportiert worden waren. Das Gebiet von Peenemünde ab Ortsausgang Karlshagen war nach wie vor Sperrgebiet und konnte nur mit gesonderten Passierscheinen nach Peenemünde betreten werden.
Das Kraftwerk der HVP wurde bald zur Versorgung des Militärstützpunktes und der Bevölkerung wieder in Betrieb genommen. Es arbeitete noch bis April 1990.
Das Gelände wurde bis 1952 als sowjetischer Marine- und Luftwaffenstützpunkt der Roten Armee – später Gruppe der Sowjetischen Streitkräfte in Deutschland – genutzt.
1952 erfolgte die Übergabe des Stützpunkts an die Kasernierte Volkspolizei See als Vorläuferformation der Nationalen Volksarmee der DDR. Diese nutzte ihn unter anderem als Marinestützpunkt der 1. Flottille der Volksmarine und den Flugplatz durch das Jagdfliegergeschwader 9 der Luftstreitkräfte der NVA.
Diese Militärstandorte Flugplatz und Militärhafen wurden weiter ausgebaut, nördlich des Kraftwerkes wurde für die NVA-Flottille eine Reparaturwerft gebaut (jetzt Nordhafen). In den drei Steuer- und Erprobungsanlagen der HVA im Südost Peenemündes wurden für die NVA-Munitionslager eingerichtet mit entsprechender Infrastruktur.
Bis 1990 war der gesamte nördliche Bereich der Insel Usedom bis nach Karlshagen Sperrgebiet der Nationalen Volksarmee, die dort einen wichtigen militärischen Flugplatz betrieb. Der Flugplatz Peenemünde gehörte schon zur einstigen Erprobungsstelle der Luftwaffe Peenemünde-West und wurde von 1958 bis 1961 baulich erweitert.
Nach der Wiedervereinigung Deutschlands wurde der Truppenstandort 1993 aufgelöst.
Der nordischen Geschichte der Insel Usedom wurde mit den Wikinger-Lagern zu Pfingsten von 1995 bis 2000 in Peenemünde Rechnung getragen. Ein extra dazu gestalteter moderner Runenstein mit Runenzeichen fand seinen Platz später im Hafen. Der wuchtige Granitfindling trägt eine in Runen des jüngeren Futhark eingehauene Inschrift, die in Übersetzung folgendes beinhaltet: fusnan (= Insel Usedom) – jomsbork (= Jomsburg) – CMXCV – MCMXCV (995–1995). Die römischen Zahlen beziehen sich auf das 1000-jährige Landesjubiläum Mecklenburg-Vorpommerns, das 1995 begangen wurde.
Von 1945 bis 1952 bildete die Gemeinde, mit dem nach dem Zweiten Weltkrieg bei Deutschland verbliebenen Teil des Landkreises Usedom-Wollin, den Landkreis Usedom im Land Mecklenburg, welcher 1952 im Kreis Wolgast im Bezirk Rostock aufging.
Die Gemeinde gehört seit 1990 zum Land Mecklenburg-Vorpommern und ab 1994 zum Landkreis Ostvorpommern, der 2011 im Landkreis Vorpommern-Greifswald aufging.

## Gaatz (Wüstung)
Gaatz wurde urkundlich 1693 als Holländerei Gartz erwähnt. Im Ortsverzeichnis von 1906 erscheint es als Gaatz. Der Name wird als Deichwerk, aber auch als nasses Feld gedeutet.
Die Ortschaft lag südöstlich der Ortslage Peenemünde zwischen Kämmerersee und Wald. Wegen der Lage war dort nur Viehwirtschaft möglich, deshalb die alte Bezeichnung Holländerei.
Noch im Messtischblatt von 1920 wurde es als Vorwerk Gaatz eingezeichnet. Mit dem Bau der HVA wurde es nach 1936 aufgelöst und abgeräumt. Dort entstand im Zuge des Ausbaus der HVA ein Steuerstand für die nebenliegenden Erprobungstände bzw. Prüf- und Startanlagen der Aggregate A 4 (V2). In Richtung Peenestrom entstanden das Wehrmachtslager und die Peenebunker. Alle genannten Objekte um die Wüstung Gaatz herum waren mit Gleisen der Werkbahn der HVA verbunden.

## Jarchow (Wüstung)
Jarchow wurde als Ortsteil von Peenemünde 1926 genannt. Die Lage wurde nicht beschrieben. Nördlich von Peenemünde (altes Dorf) lag der nur als Vorwerk Peenemünde im MTB (Messtischblatt) 1880 und 1920 bezeichnete Ort.
Ab 1936 wurde das ganze Gebiet einschließlich dieses Ortes vom Reich aufgekauft, die Einwohner umgesiedelt und die Bebauungen bis auf wenige Reste weitestgehend abgeräumt. Das gesamte Areal wurde für den Aufbau der Versuchsstelle Peenemünde a.U. und seiner Teilwerke eingedeicht und teilweise um ca. zwei Meter aufgespült. Viele Gebiete besonders im Bereich des jetzigen Flughafens waren vermoorte Wiesen und Brüche. Dort lag auch der Ort Jarchow, das ehemalige Vorwerk Peenemünde. Der Ort wurde beräumt und ebenfalls aufgespült. Eine Bebauung für die Versuchsstellen oder Zweigwerke fand dort aber nicht statt. Es ist heute eine Ödfläche südwestlich des Flugplatzes.

## Politik

### Gemeindevertretung
Die Gemeindevertretung besteht aus sieben Mitgliedern und dem Bürgermeister. Die Kommunalwahl am 26. Mai 2019 führte bei einer Wahlbeteiligung von 74,1 % zu folgendem Ergebnis:
| Partei / Wählergruppe         | Stimmen | Sitze |
| ----------------------------- | ------- | ----- |
| Wählergemeinschaft Peenemünde | 60,96 % | 4     |
| Peenemünde aktiv Wählergruppe | 39,04 % | 3     |

### Wappen
| Wappen von Peenemünde | Blasonierung: „Geteilt durch einen spickelförmig nach oben gebrochenen goldenen Faden; oben in Rot drei (1:2) goldene Kronen; unten in Blau ein goldener Fisch.“ |
| Wappen von Peenemünde | Wappenbegründung: In dem Wappen soll mit den drei Kronen an die Landung der schwedischen Flotte und den Beginn der schwedischen Herrschaft in Vorpommern erinnert werden. Der gebrochene Faden steht als Symbol für die Peenemündung in die Ostsee, der Fisch für die Fischwirtschaft als einer der traditionellen Erwerbszweige der Einwohner. Das Wappen wurde von dem Wismarer Roland Bornschein gestaltet. Es wurde am 15. August 1996 durch das Ministerium des Innern genehmigt und unter der Nr. 109 der Wappenrolle des Landes Mecklenburg-Vorpommern registriert. |

### Flagge
Die Gemeinde verfügt über keine amtlich genehmigte Flagge.

### Dienstsiegel
Das Dienstsiegel zeigt das Gemeindewappen mit der Umschrift „GEMEINDE PEENEMÜNDE“.

## Kultur und Sehenswürdigkeiten

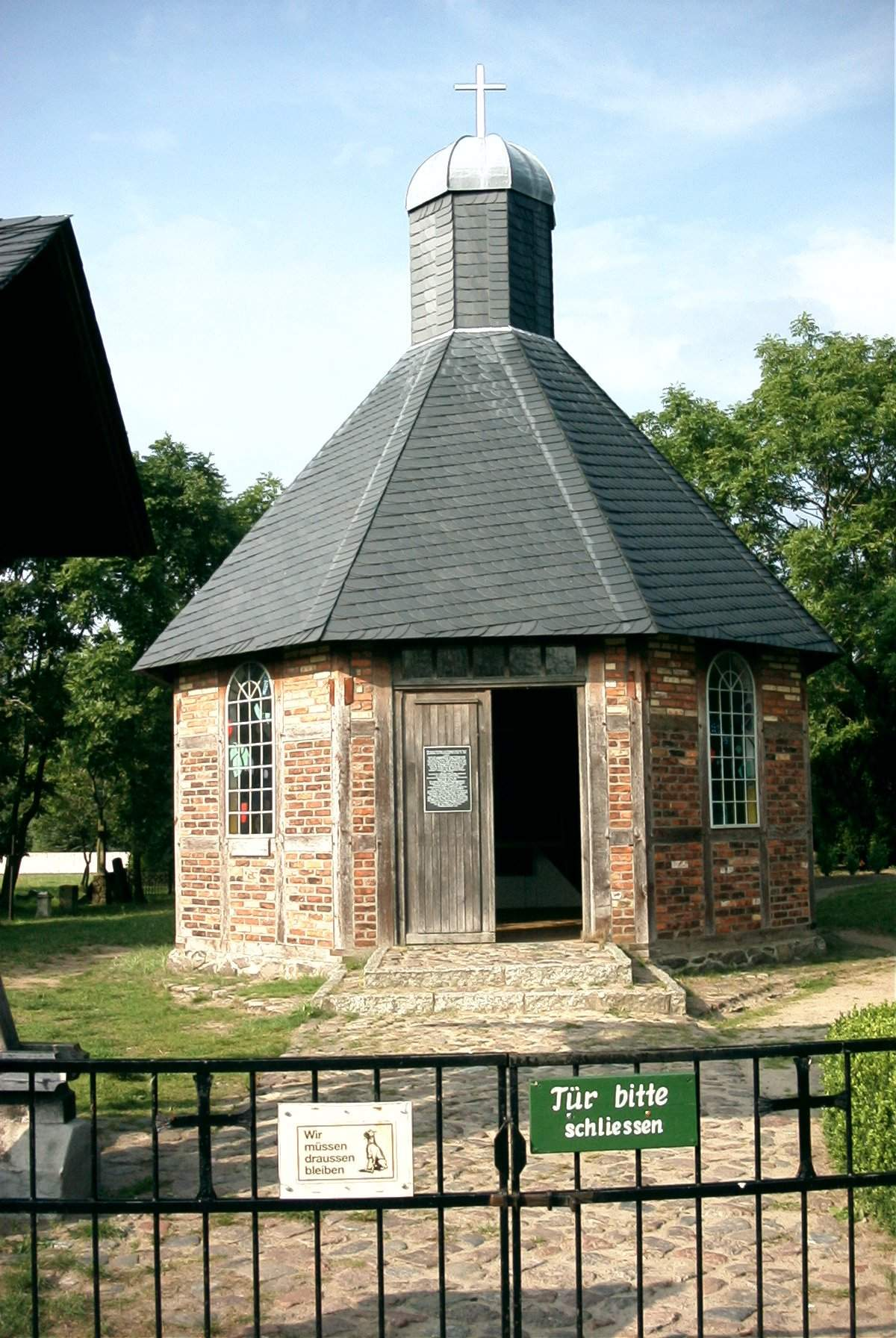
Gustav-Adolf-Gedächtniskapelle Peenemünde

### Geschichtsdenkmale
- Die gesamte Denkmallandschaft Peenemünde (ausgenommen die Sperrgebiete wg. Munitionsresten) ist ausgeschildert und mit Informationstafeln versehen.[12]
- Kapelle Peenemünde: 1876 wurde auf dem Friedhof des damaligen Fischerdorfes Peenemünde eine Kapelle errichtet. Der oktogonale Zentralbau aus Backsteinfachwerk entstand nach Plänen von Friedrich Kräger. Nach dem Verfall des Gebäudes zu DDR-Zeiten wurde sie 1993 wiederaufgebaut. Neben ihrer Funktion als Kapelle dient sie heute als Gedenkstätte für die Opfer der NS-Zeit.[13]
- Gedenkstein zum 300. Jahrestag der Landung der Schweden unter König Gustav II. Adolf im Dreißigjährigen Krieg (ursprünglich aufgestellt und eingeweiht am 26. Juni 1930 mitten im alten Fischerdorf Peenemünde, jetzt auf dem Friedhofsgelände vor der Kapelle)[14]
- Gedenkstein zur Erinnerung an die erfolgreiche Flucht von Michail Petrowitsch Dewjatajew sowie neun weiteren sowjetischen KZ-Häftlingen mit einem Bombenflugzeug Heinkel He 111 vom Flugplatz Peenemünde am 8. Februar 1945 (ursprünglich aufgestellt am 7. Oktober 1968 in der Fliegerdienststelle Karlshagen, seit Ende der 1990er auf dem HTM-Gelände)
- Findling zur Markierung der Abschußstelle der A4-Raketen im früheren Prüfstand VII (heute im Sperrgebiet), von wo aus am 3. Oktober 1942 der erste Schuss ins Weltall erfolgte
- Zwischen Peenemünde und Karlshagen überquert eine zweikreisige 110-kV-Drehstrom-Freileitung die Peene, deren 75 Meter hohe Masten weit sichtbar sind. Diese Leitung wurde zu Beginn der 1950er Jahre gebaut, um den im Wärmekraftwerk Peenemünde erzeugten Strom, der nach Auflösung der Heeresversuchsanstalt Peenemünde zum größten Teil nicht mehr auf Usedom gebraucht wurde, effektiv zum Festland abzuführen. Später wurde von dieser Leitung eine Stichleitung zum Umspannwerk Karlshagen errichtet. Nach der Stilllegung des Kraftwerkes 1990 wurde die 110-kV-Freileitung vom Abzweig der Stichleitung nach Karlshagen zum Kraftwerk Peenemünde abgebaut, so dass die über die Peene führende 110-kV-Drehstromleitung nur noch das Umspannwerk Karlshagen speist.

### Museen

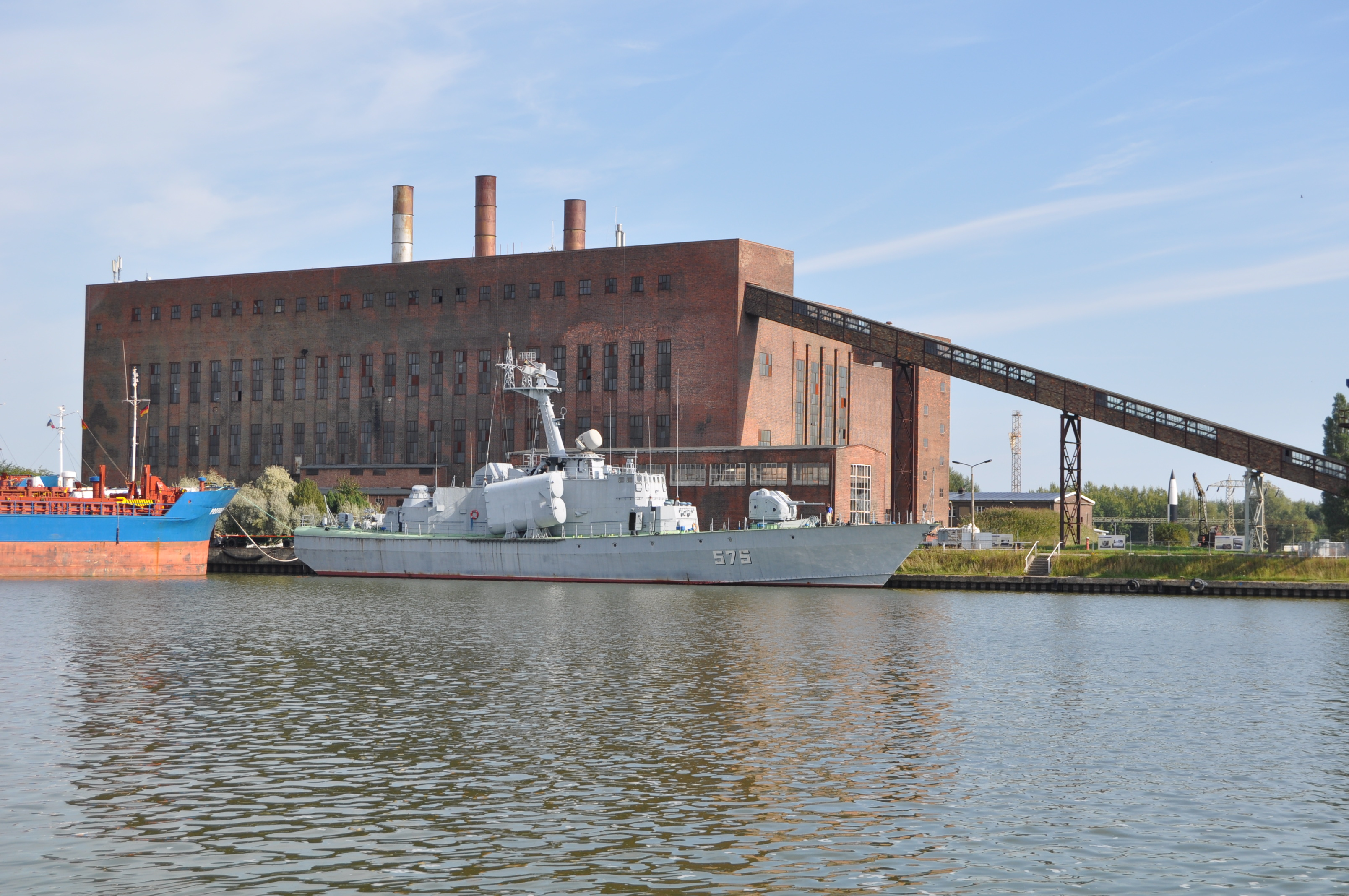
Kraftwerk Peenemünde, heute Museum

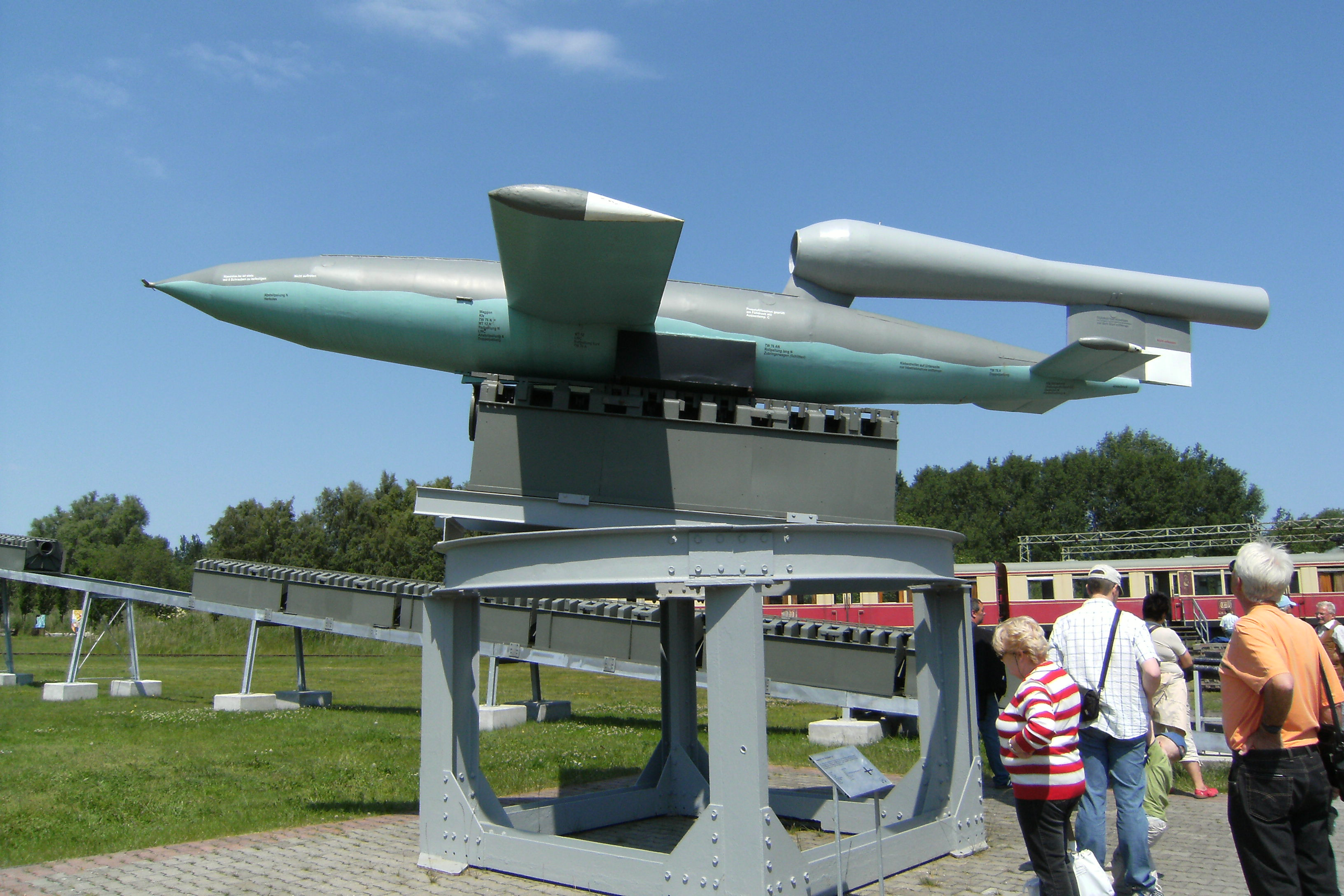
Marschflugkörper Fieseler Fi 103 im Museum Peenemünde

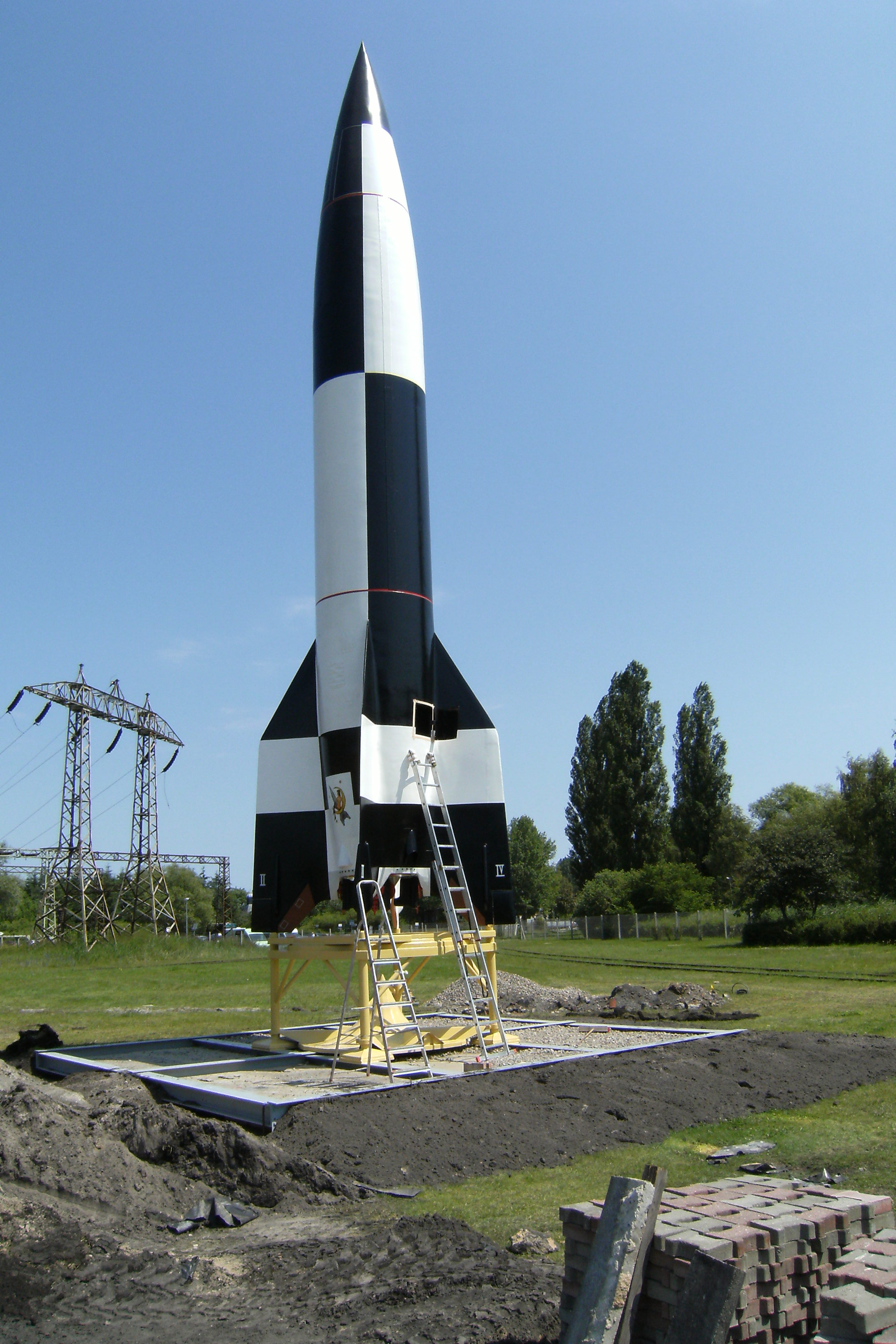
Ballistische Rakete A4 im Museum Peenemünde

- Im Kraftwerk Peenemünde und auf den Freiflächen informiert das Historisch-Technische Museum in einer umfassenden Ausstellung über die Geschichte des Ortes und seiner Umgebung. Das Kraftwerk ist Ort kultureller Veranstaltungen, unter anderem das Usedomer Musikfestival.
- Ähnlich wie Flensburg, Wolfsburg, Phänomenta Bremerhaven und Lüdenscheid verfügt auch Peenemünde über eine Phänomenta, die „interaktive Ausstellung zum Mitmachen und Ausprobieren“, die dem Besucher Alltagsphänomene der Physik spielerisch nahebringt.

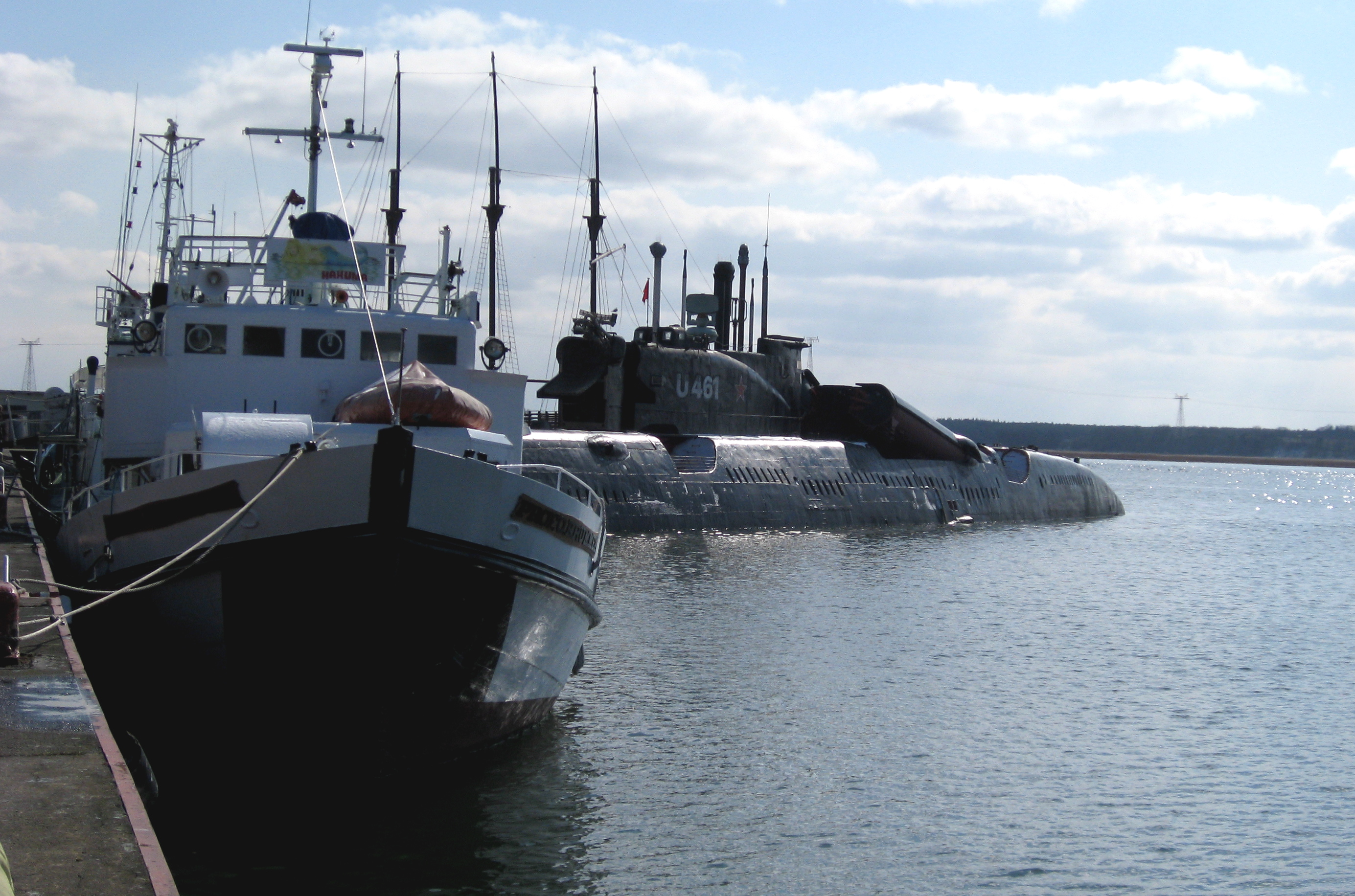
Hafen Peenemünde mit U-461

- Im Haupthafen (Maritim Museum Peenemünde) liegt das ausgediente, dieselgetriebene U-Boot U-461 der Baltischen Flotte (Rotbannerflotte) mit Doppelstartcontainer für taktische Raketen.[15]
- Auf der gegenüberliegenden Seite des Haupthafens liegt das Museumsschiff Hans Beimler, ein ehemaliges Raketenschnellboot der Tarantul-Klasse der Volksmarine, welches besichtigt werden kann.[16]
- Das neben dem Museumsschiff gelegene Marine- und Flugplatzmuseum Peenemünde informiert in der Hafengalerie über die Geschichte des Peenemünder Haupthafens und die 1. Flottille der Volksmarine sowie über die Geschichte des Flugplatzes Peenemünde und das Jagdfliegergeschwader 9 der Luftstreitkräfte der NVA.[17]
- In Peenemünde befindet sich ein kleines privat betriebenes Spielzeugmuseum.[18]

## Verkehr

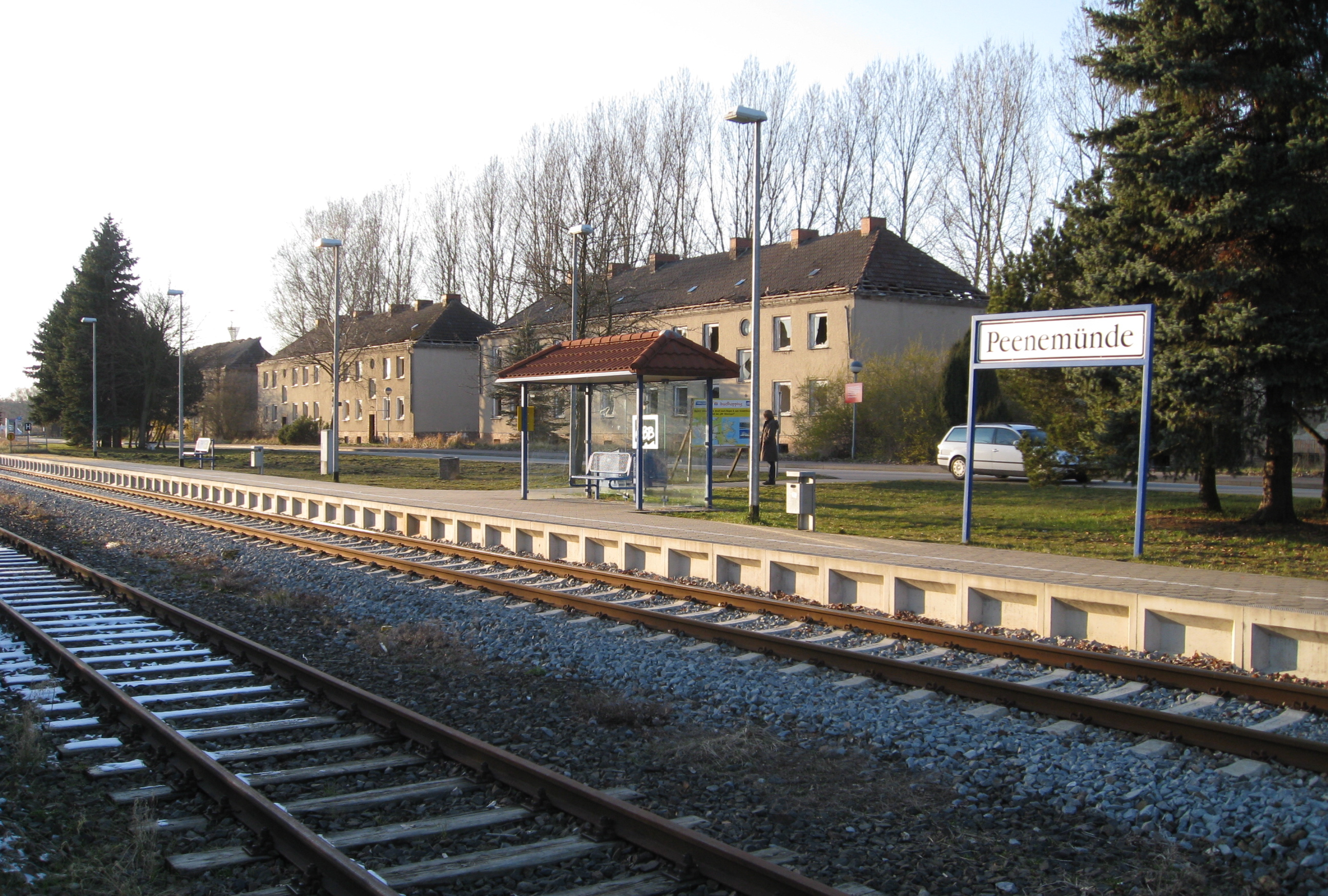
Bahnhof Peenemünde

### Personenfähre
Vom Festland aus ist Peenemünde direkt durch Personen-Fährbetrieb von Kröslin und Freest zu erreichen.

### Bahnverkehr
Peenemünde ist über die Bahnstrecke Zinnowitz–Peenemünde mit Zügen der DB Regio Nordost zu erreichen, welche die ehemalige Werkbahnstrecke (1943 abschnittsweise zweigleisig, später zurückgebaut) der Heeresversuchsanstalt befährt. An manchen Stellen sind noch Reste der Ausweich- und Bahnhofsgleise, einige Bahnsteige (z. B. beim Haltepunkt Trassenmoor und ca. 100 m nördlich des Haltepunktes Karlshagen) sowie Betonsockel der elektrischen Oberleitung zu erkennen.

### Schifffahrt
Die Gemeinde ist Heimathafen des MS Adler Mönchgut, einem Passagierschiff der Fahrgast-Reederei Adler-Schiffe, die im Sommer im Liniendienst zwischen den Inseln Rügen und Usedom verkehrt.

### Flugplatz
Der Flugplatz Peenemünde ist Startpunkt für Inselrundflüge über Usedom. Er wird auch als Motorrad-Rennstrecke genutzt.

## Persönlichkeiten
- Hans Becker (1911–1944), Sturmbannführer der Waffen-SS, Leibstandarte SS Adolf Hitler
- Kurt Ruchholz (1925–2008), Geologe und Hochschullehrer

## Spielfilm
Der DEFA-Spielfilm Die gefrorenen Blitze (Regie: János Veiczi, 1967), der sich mit der Heeresversuchsanstalt Peenemünde befasst, wurde zum Teil in Peenemünde gedreht.